# Лю Пэн
Лю Пэн (кит. трад. 劉鵬, упр. 刘鹏, пиньинь Liú Péng; род. сентябрь 1951, Чунцин, КНР) — китайский спортивный деятель, председатель Олимпийского комитета Китая, директор Государственного управления по делам физкультуры и спорта КНР.

## Биография
Родился в сентябре 1951 года в городе Чунцин.
С 1977 году поступил в Сианьский транспортный университет. В 1979 году для продолжения образования поступил в Чунцинский университет, который окончил в 1982 году со степенью магистра по специальности механика сплошных сред. Остался в университете в качестве преподавателя.
В 1979 году вступил в компартию.
В 1993 году был избран председателем Всекитайской федерации молодёжи.
С 1997 по 2002 год был заместителем заведующего Отделом пропаганды ЦК КПК.
С 2002 по 2004 год был заместителем секретаря КПК провинции Сычуань.
С 2004 года — директор Государственного управления по делам физкультуры и спорта КНР.
С 2005 года — председатель Олимпийского комитета Китая.

## Награды
- Орден Национального олимпийского комитета Беларуси (2007)[5]